# Боројевић
Боројевић је српско и хрватско презиме. Потиче од личног имена Бороје (Бороје), изведеног од речи бор, са присвојним наставком -ев (Боројев). Суфикс ић је деминутивна ознака, односно ознака потомака. Тако се презиме може превести као Боројев син.
Особе са презименом Боројевић:
- Светозар Боројевић, аустроугарски фелдмаршал описан као један од најбољих одбрамбених стратега Првог светског рата.
- Игор Боројевић (1963 — 2018), српски музичар.[1]